# Marcellinus Comes
Marcellinus Comes (comes Marcellinus, † nach 534) war ein spätantiker oströmischer Geschichtsschreiber.

## Leben und Werk
Flavius Marcellinus stammte wie die Kaiser Justin I. und Justinian, unter denen er sein Werk verfasste, aus dem Illyricum und damit aus einer Region des Oströmischen Reiches, in der nicht Griechisch, sondern Latein die Verkehrssprache war. Nach einer militärischen Laufbahn diente er Justinian vor dessen Thronbesteigung als cancellarius und wurde anschließend Hofbeamter (daher auch der Titel comes).
Marcellinus verfasste um 520 (nach Ansicht mancher Forscher erst nach 523) in Konstantinopel eine erste Fassung seiner Chronik, die an die Werke von Eusebius und Hieronymus anknüpfte und in lateinischer Sprache die Ereignisse der Jahre 379 (Thronbesteigung des Theodosius I.) bis 518 (Beginn der Herrschaft Justins) beschrieb. Das Werk ist vollständig erhalten und stellt vor allem für die Geschichte Ostroms eine wichtige und ergiebige Quelle dar. Neben der politischen Geschichte wird am Rande auch die Kirchengeschichte erwähnt. Zudem kann die Chronik, die eindeutig für ein oströmisches Publikum bestimmt war, als ein Beispiel dafür gelten, dass Latein in Ostrom unter Justinian noch immer eine wichtige Rolle spielte – Marcellinus dürfte zur bedeutenden lateinischsprachigen Minderheit in Konstantinopel gezählt haben. Sein Werk fand aber auch im Westen Verbreitung und wurde unter anderem von Cassiodor zitiert. Marcellinus verfasste selbst noch eine Fortsetzung der Chronik bis ins Jahr 534. Anlass war die Eroberung des Vandalenreichs durch Justinians Truppen in besagtem Jahr.
Dass Marcellinus den quasi-offiziellen Standpunkt des kaiserlichen Hofes vertrat, wird etwa an seinem Eintrag zum Nika-Aufstand von 532 deutlich; hier weicht er radikal von der Lesart der meisten Quellen ab und stellt die Vorgänge als Usurpationsversuch des Flavius Hypatius dar. Marcellinus, der offenbar noch mindestens ein weiteres, verlorenes Werk verfasste und zuletzt wohl Geistlicher wurde, dürfte irgendwann nach 534 gestorben sein; ein Unbekannter (auct. chron. II) führte den Bericht dann mindestens bis zum Jahr 548 fort.

## Marcellinus und das Jahr 476
Bemerkenswert ist, dass sich in der Chronik erstmals die Ansicht greifen lässt, dass das Jahr 476, in dem Romulus Augustulus, der letzte Kaiser in Italien, abgesetzt worden war, das Ende des weströmischen Kaisertums bedeutet habe:

Orestem Odoacer illico trucidavit; Augustulum filium Orestis Odoacer in Lucullano Campaniae castello exsilii poena damnavit. Hesperium Romanae gentis imperium, quod septingentesimo nono Urbis conditae anno primus Augustorum Octavianus Augustus tenere coepit, cum hoc Augustulo periit, anno decessorum regni imperatorum DXXII, Gothorum dehinc regibus Romam tenentibus.

„Odoaker metzelte Orestes sofort nieder; den Sohn des Orestes, Augustulus, verurteilte er und verbannte ihn zur Strafe auf das Landgut Lucullanum in Kampanien. Das westliche Reich des römischen Volkes, das im 709. Jahr seit Gründung Roms [wohl 44 v. Chr. gemeint] Octavianus Augustus als erster an sich zu bringen begann, ging mit diesem Augustulus unter – im 522. Jahr einander nachfolgender Herrscher –, wobei von da an die Könige der Goten Rom sich zu eigen machten.“

Diese Interpretation der Ereignisse sollte sich in der Folgezeit durchsetzen und dann bis in das 20. Jahrhundert hinein als Datum nicht nur für den „Untergang des Römischen Reiches“, sondern allgemein für das „Ende der Antike“ anerkannt bleiben. Erst die jüngere Forschung hat sich von der Fixierung auf das vermeintliche Epochenjahr 476 gelöst.
In der älteren Forschung wurde lange Zeit zudem angenommen, dass diese Passage auf einer Quelle basiert, die den westlich-senatorischen Standpunkt darstelle, etwa die verlorene Historia Romana des Quintus Aurelius Memmius Symmachus. Diese Ansicht kann nach den Forschungen Brian Crokes als widerlegt gelten. Wahrscheinlich spiegelt die Ansicht des Marcellinus stattdessen die offizielle oströmische Position der Zeit um 520 wider: Da es im Westen kein Kaisertum mehr gebe, sei er nun direkt dem Herrscher in Konstantinopel unterstellt. Justinian I. sollte diese Ansprüche dann wenig später mit einigem (aber nur kurzzeitigen) Erfolg auch durchzusetzen versuchen.

## Ausgaben und Übersetzungen
- Theodor Mommsen: Chronica minora saec. IV. V. VI. VII. Band 2 (= Monumenta Germaniae Historica. Auctores antiquissimi. Band 11). Weidmann, Berlin 1894, S. 37–108 (bis heute maßgebliche Edition des lateinischen Textes).
- Brian Croke: The chronicle of Marcellinus (= Byzantina Australiensia. Band 7). Australian Association for Byzantine Studies, Sydney 1995, ISBN 0-9593626-6-5 (lateinischer Text nach Mommsens Ausgabe mit einer englischen Übersetzung und Kommentar).